# Wintrebertia itampolae
Wintrebertia itampolae är en insektsart som beskrevs av Marius Descamps 1971. Wintrebertia itampolae ingår i släktet Wintrebertia och familjen Euschmidtiidae. Inga underarter finns listade i Catalogue of Life.